# 鄯善县
鄯善县（維吾爾語：پىچان ناھىيىسى‎，拉丁维文：Pichan nahiyisi）位于中国新疆维吾尔自治区中东部，是吐鲁番市所辖的一个县。县人民政府驻鄯善鎮。总面积为39,547.72平方公里。

## 历史
西汉时为狐胡国地，屬西域都護府。东汉时并入车师前国。唐贞观十四年（640年）平定高昌国，在该地设西州，西州所辖5县，其中柳中县（今鲁克沁）、蒲昌县（今辟展乡一带）位于今县境。蒲昌府官兵分别在蒲昌县和柳中县。咸通七年（866年），回鹘最终占据西州，建立高昌回鹘王国。元代称作鲁克察克，元末改称柳城，明朝《西域番国志》载“鲁陈城”，又名柳中城，即今鲁克沁。明正统年间并入吐鲁番，称作“必残”。清乾隆二十四年（1759年）设辟展办事大臣，并建吐鲁番六城，辟展为六城之一。光绪二十八年（1902年）八月初五，改辟展巡检为鄯善县，设知县1员、典史1员，隶吐鲁番直隶厅。2015年4月，吐鲁番地区撤地设市，鄯善县隶属于吐鲁番市。

## 人口
根据第七次人口普查数据显示：全县常住人口为242310人。

## 地理
鄯善县地处库木塔格山（沙山）北麓，西接火焰山东端。三面环山，地势东北高、西南低。北部为博格达山，中部为吐鲁番盆地和哈密盆地，南部为戈壁和沙漠。全境地势高山区最高峰为4110.7米，最低处在吐鲁番市艾丁湖东部，低于海平面153米。鄯善县属温带大陆性气候，夏季炎热，冬季寒冷，昼夜温差大，日照充足，年均气温11.3℃，年均降水25毫米。

## 行政区划
鄯善县下辖7个镇、2个乡、1个民族乡：
鄯善镇、七克台镇、火车站镇、连木沁镇、鲁克沁镇、辟展镇、迪坎镇、东巴扎回族乡、吐峪沟乡、达浪坎乡、南山矿区和鄯善县园艺场。

## 交通
- 连霍高速、 312国道过境。
- 兰新铁路：鄯善站

## 特产
- 鄯善甜瓜：鄯善哈密瓜在历史上已成为新疆的名优特产，是瓜果中的珍品。

## 名胜古迹
- 吐峪沟元代千佛洞和吐峪沟麻扎，
- 七克台镇南湖的唐代赤亭，
- 东巴扎回民大清真寺，
- 鲁克沁唐代柳中城遗址和清代郡王府，
- 迪坎中石器时代遗址，
- 汉墩阿克墩唐代烽火台、三十里大墩唐代烽火台，
- 二塘沟唐代古塔和苏贝什战国一号古墓群等。

### 全国重点文物保护单位
- 古代吐鲁番盆地军事防御遗址

## 延伸阅读
[在维基数据编辑]
 《魏書·卷102》，出自魏收《魏书》
 《北史·卷097》，出自李延壽《北史》